# Нильхейм, Лис
Карен Лис Нильхейм (швед. Karen Lis Nilheim; 5 июня 1944, Стокгольм — 25 февраля 2025, Стокгольм) — шведская актриса.

## Биография
Лис Нильхейм выросла на юге Стокгольма, приходится дочерью Карла Нильхейма, руководителя одной из шведских джаз-групп.
Она поступила в театральное училище Калле Флигаре и начала играть ревю в 1962 году. В 1964 и 1965 она выступала на сцене Национального театра и в течение 1964 года в театре в городе Вааса. С 1970 года играла в Стокгольмском городском театре. В конце 1960-х снялась в фильмах «О чём поговорить в будущем» (1968) и «Подвал» (1969).
В 1975 году она исполнила роль матери-одиночки Марии в фильме «Мария». За эту роль она получила премию «Золотой жук» за лучшую женскую роль.
Наиболее известна её роль служанки Альвы в экранизациях книг о Мадикен.
Умерла в феврале 2025 года в возрасте 80 лет.

## Фильмография (выборочно)
- 1964 — Åsa-Nisse i popform
- 1970 — Фрида и её подруга (сериал)
- 1975 — Мария
- 1979 — Ты с ума сошла, Мадикен!
- 1979 — Я с ребенком
- 1980 — Мадикен из Юнибаккена
- 1980 — Человек, который стал миллионером
- 1980 — Играй, Аллан (сериал)
- 1981 — Петух
- 1982 — Соломенная вдова
- 1983 — В славные времена
- 1996 — Приключения Пиноккио
- 1997 — Сельма и Юханна — дорожное кино
- 2003 — Рай